# Ultravision
Ultravision, Inc. fue una pequeña empresa situada en Miami que desarrollada videojuegos para la Atari 2600. 
Su eslogan era "Light years aghead of the rest" (años luz por delante del resto).
Se tiene información que durante su trayectoria no tuvo éxito con el lanzamiento de sus videojuegos, algunas críticas las calificaban sus productos como apresurados o de baja calidad. Creó juegos tales como: Karate, Condor Attack, Spider Kong. 
Durante su estancia, el, mencionaba estar trabajando en el doble de juegos que ya había lanzado y esperaba que salieran al mercado en marzo de 1983 junto con su futura consola de videojuegos, según la portavoz de la empresa Susan Schriener.
En el verano de 1983 se desapareció la empresa, se había hecho un anuncio que la empresa no logró obtener la inversión económica necesaria para lanzar su proyecto, la Ultravision Video Arcade System.